# Omul de pe Marte
Omul de pe Marte (în poloneză Człowiek z Marsa) este un roman științifico-fantastic despre „primul contact” cu viața extraterestră. Este scris de Stanisław Lem și a fost publicat prima dată în 1946. Cercetătorii americani încearcă să facă față unei creaturi de pe o navă spațială prăbușită de pe Marte.

## Istoria publicării
A fost prima lucrare științifico-fantastică a lui Stanislaw Lem, publicată în foileton într-un săptămânal din Katowice, Nowy Świat Przygód⁠(pl)[traduceți] ("New Adventure World") în 1946, începând cu primul număr. Lem considera romanul extrem de naiv și slab; a spus că l-a scris exclusiv „pentru pâine” și a refuzat să-l retipărească pentru o lungă perioadă de timp. Unele fan-cluburi poloneze de science fiction au produs ediții mici de retipăriri piratate. Mai târziu cartea a fost tipărită legal de mai multe ori în Germania, unde o editură avea drepturi pentru literatura lui Stanislaw Lem din tinerețea sa. Prima retipărire legală poloneză, în format de carte, a fost în 1994 la editura independentă NOWA.
În 2009, pentru prima dată, un fragment lung din capitolul 1 a fost tradus în engleză de Peter Swirski și publicat cu permisiunea familiei lui Stanislaw Lem în revista literară online Words Without Borders⁠(d).

## Rezumat
Un reporter american este forțat accidental să se alăture unei echipe secrete de oameni de știință care a pus mâna pe o navă spațială prăbușită de pe Marte, în care se afla o creatură pe care au numit-o „areanthrop” (din greacă: Ares =Marte + anthropos =om). Areantropul pare a fi un fel de cyborg: o protoplasmă sensibilă care, în cursul evoluției naturale, și-a construit un „costum robot”, mai degrabă decât să dezvolte un corp biologic. Oamenii de știință îl sondează cu toate mijloacele posibile în încercarea de a-l studia. În cele din urmă, areantropul le oferă o călătorie telepatică pe Marte și preia controlul asupra unui membru al echipei, iar după aceea este complet distrus.

## Critică literară
În ciuda propriei atitudini critice a lui Lem, Jerzy Jarzębski⁠(pl)[traduceți] notează că Omul de pe Marte este un roman ușor scris, ușor de citit, care ține cititorul în suspans și nu abuzează de jargonul tehnic, deși este scris după rețete literare standard, spre deosebire de lucrările de mai târziu ale lui Lem, care încalcă convențiile și sunt pline de provocărilor intelectuale. 
În același timp, romanul schițează o serie de idei elaborate mai târziu de Lem în alte lucrări, mai ales conceptul de imposibilitate inerentă a comunicării între inteligența umană și cea non-umană, cel mai cunoscut în acest sens fiind romanul său Solaris.